# هنری تیلور بلو
هنری تیلور بلو (Henry Taylor Blow) (۱۵ ژوئیه ۱۸۱۷–۱۱ سپتامبر ۱۸۷۵)، دو دوره نماینده ایالت میسوری در مجلس نمایندگان ایالات متحده و سفیر ایالات متحده در ونزوئلا و برزیل بود.

## اوایل زندگی

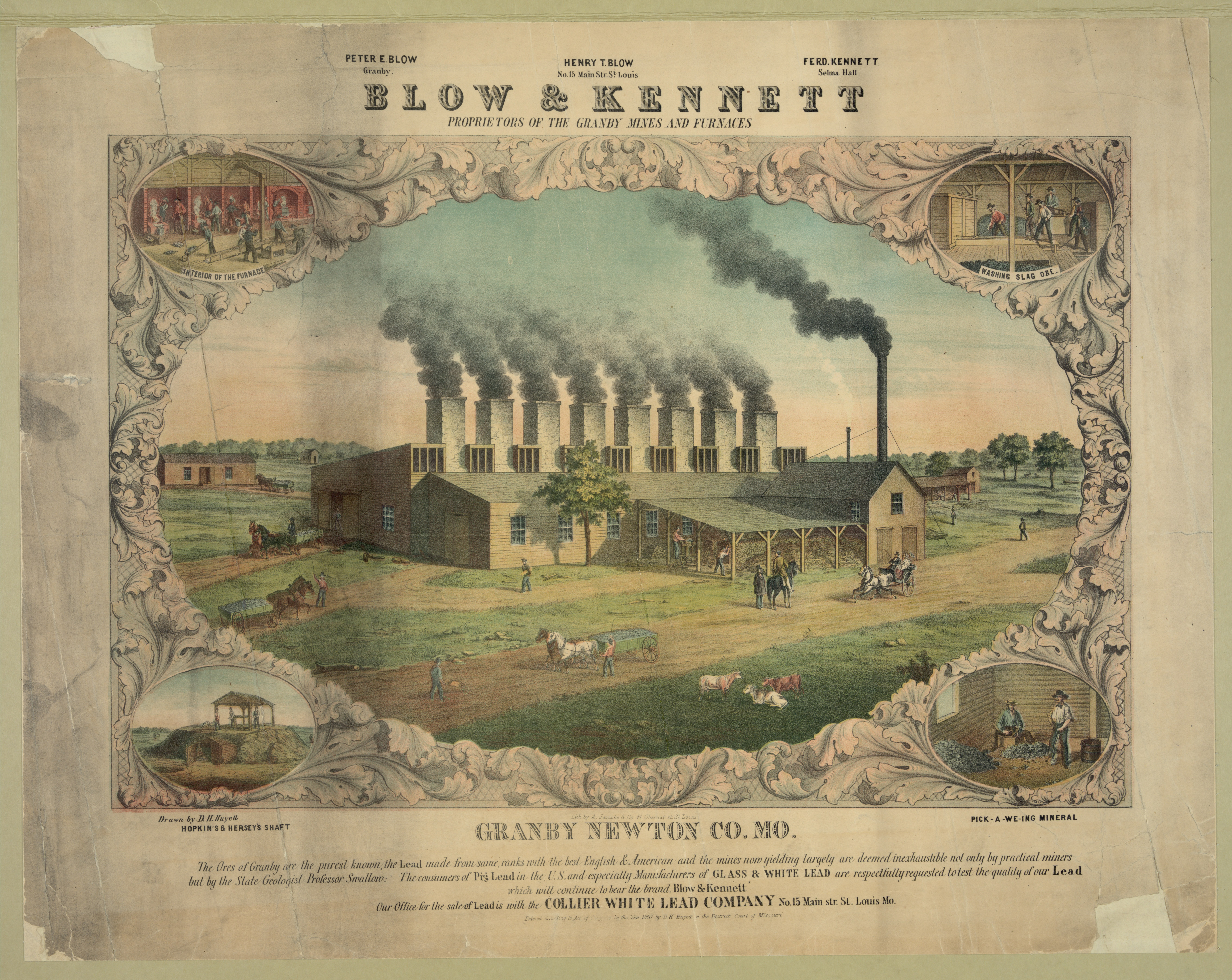
تمبر یادبود کارخانه هنری تیلور بلو

هنری در شهرستان ساوت‌همپتون ایالت ویرجینیا در خانواده کاپیتان پیتر و الیزابت (تیلور) بلو مالکین بردهٔ مشهوری به‌نام درد اسکات، به دنیا آمد. بلو هشتمین فرزند از جمله ده فرزند خانواده بود. بلو با والدینش به هانتسویل ایالت آلاباما نقل مکان نمود و در آنجا پدرش تلاش ناموفقی را در کشاورزی انجام داد. در سال ۱۸۳۰ خانوادهٔ بلو دوباره به سنت‌لوئیس ایالت میسوری نقل مکان کرد و پیتر بلو در آنجا مهمان‌خانه شبانه‌روزی باز کرد و بردگان خویش از جمله درد اسکات را که به‌عنوان کارگر فعالیت می‌کردند، در بدل مزد استخدام نمود. مادر هنری در سال ۱۸۳۱ فوت نمود و متعاقباً یک سال بعد، پدرش نیز درگذشت.
هنری بلو از دانشگاه سنت لوئیس فارغ شد و به عنوان کارآموز در یک دفتر حقوقی شروع به کار نمود اما با مرگ والدین‌اش مجبور شد تا در بازرگانی شوهر خواهراش چارلز که فروش رنگ و نفت بود، به عنوان منشی کار نماید. هنری بلو اموال و دارایی خویش را به دو دختر مجرد و برادران جوان هنری به‌نام‌های تیلور و ویلیام واگذار نمود. هنری زمانی‌که پانزده ساله بود، پدرش فوت نمود اما به قدر کافی بالغ بود که به‌عنوان مردی شناخته شود که به تنهایی قادر به ادامهٔ زندگی است. شارلوت تیلور خواهر متأهل هنری بلو نیز میراث نگرفت. وی در سال ۱۸۳۱ با جوزف چارلز جونیور ازدواج نمود. جوزف چارلز، پدر چارلز نخستین روزنامه در غرب می‌سی‌سی‌پی را تأسیس نمود. خانوادهٔ چارلز، هنری را بعد از مرگ پدرش کمک نمودند و هنری کار خویش را به عنوان منشی در شرکت عمده فروشی دارو و رنگ آن‌ها آغاز نمود. پس از بازنشستگی چارلز پدر در سال ۱۸۳۶، هنری در این بازرگانی شریک شد. در سال ۱۸۳۸ این بازرگانی به‌نام چارلز، بلو و شرکت تغییر نام داده شد. صرف چند سال بعد در سال ۱۸۴۴ این شراکت منحل گردید. چارلز مالکیت داروخانه را به دست گرفت و بلو شرکت تولیدی را که بعداً به‌نام شرکت کولایر وایت لید و اویل معروف شد، را حفظ نمود. شرکت کولایر یکی از بزرگترین کارخانه‌ها در سنت لوئیس بود.
چارلز، بلو و شرکت تنها بازرگانی نبود که بلو رهبری می‌نمود. هنری و برادراش پیتر شرکت معدن‌کاری و ذوب گرنبی را ایجاد نمودند. هنری همچنین یک مدتی به‌صفت رئیس خط آهن کوه آهن خدمت نمود و در ایجاد کوره صنعت آهن در کارندولت کمک نمود.
هنری با مینروا گریمسلی (۱۸۲۱–۱۸۷۵) دختر سرهنگ تورنتون، دختر مالک ثروتمند کارخانه تولید زین و سوسن (ستارک) ازدواج نمود که نُه فرزند از وی داشت. هنری و مینروا در سال ۱۸۴۰ ازدواج نمودند. هنری دختران‌اش را به کسب آموزش تشویق نمود و این کار در آن زمان کار غیرمعمول و خارق‌العادهٔ بود. یکی از آن دختران به‌نام سوسن الیزابت بلو مربی سرشناس قرن نوزدهم شد که نخستین کودکستان را در سراسر نواحی کشور بنیان‌گذاری نمود. در سال ۱۸۴۹ پس از آن‌که منزل خانوادگی آتش گرفت و بیماری همه‌گیر وبا به سرعت در سنت لوئیس گسترش یافت، بلو خانواده‌اش را به کاروندلت که در آن‌زمان شهر جداگانه بود، منتقل نمود. سرهنگ تورنتون در این محل به مساحت هفده جریب زمین را به فامیل هنری داد. بلو عمارت ویکتوریایی بر روی زمین بناء کرد که دارای کتابخانهٔ با تابلوهای ساخت استادانه و پنجره‌های شیشه‌ای داغی بود که بعداً در موزه تاریخی میسوری نصب شد.

## زندگی سیاسی
با وجودیکه بلو در جنوب بزرگ شده بود ولی مخالف بردگی بود. والدین هنری بردهٔ داشتند، به‌نام درد اسکات که به  امرسون فروختند و  امرسون این برده را به سرزمین‌های آزاد ایلینوی و ویسکانسین برد. زمانیکه اسکات به سنت لوئیس برگشت، هنری تیلور بلو وی را تشویق کرد تا برای آزادی خویش دعوی باز نماید، زیرا وی در ایالت‌های آزاد زندگی کرده بود. هر دو برای تأمین مالی مالی این پرونده پول کمک نمودند که بر اثر آن این پرونده از طریق سیستم حقوقی تا دیوان عالی راه یافت. اسکات بعداً در پیشنهاد آزادی خویش ناکام شد. دادگاه حکم نمود که برده جزو اموال است نه شهروند. درد اسکات بعد از اینکه بیوه  امرسون او را به تیلور بلو بخشید و تیلور او را برای همیشه آزاد نمود، سرانجام آزادی خویش را به‌دست‌آورد.
بلو در سال ۱۸۵۴ به دلیل دیدگاه جمهوری‌خواهان در قبال برده‌داری به حزب جمهوری‌خواه پیوست. هنری تیلور بلو در آن سال به عضویت سنای میسوری انتخاب شد و از سال ۱۸۵۴ تا سال ۱۸۵۸ در این مجلس خدمت نمود. در سال ۱۸۶۰ بلو به عنوان نمایندهٔ میسوری در کنوانسیون شیکاگو خدمت کرد، جاییکه آنها ابراهام لینکلن را نامزد ریاست‌جمهوری معرفی نمودند.
بلو در سال ۱۸۶۱ توسط رئیس‌جمهور ابراهام لینکلن وزیرمختار ونزوئلا تعیین شد و تا سال بعدی در این سمت خدمت نمود. بلو در این سمت برای بهبود بازرگانی بین ونزوئلا و دره می‌سی‌سی‌پی کار نمود. بلو برای مدت زیادی در این سمت باقی نماند. وی به‌منظور حمایت اتحادیه در جریان جنگ داخلی به ایالات متحده آمریکا برگشت. او بعداً به‌عنوان یک اتحادیه گریا بدون قید و شرط، به مجلس نمایندگان ایالات متحده آمریکا انتخاب شد. بلو در سال‌های ۱۸۶۲ و ۱۸۶۴ در این مجلس انتخاب شد و الی سال ۱۸۶۷ خدمت نمود. بلو خواستار برگشت به کسب و کار خود در سنت لوئیس بود و از نامزدی مجدد در انتخابات سال ۱۸۶۷ خودداری نمود. بلو در کمیتهٔ مشترک بازسازی که اصلاحیه چهاردهم قانون اساسی ایالات متحده را پیش‌نویس نمود، خدمت کرد.
بلو در سال ۱۸۶۹ زمانیکه توسط رئیس‌جمهور یولیسیز سایمن گرانت به عنوان سفیر در برزیل تعیین شد، به سیاست برگشت. بلو در سال ۱۸۷۴ به عضویت هیئت عالی رتبگانی که به‌منظور سازماندهی مجدد حکومت ناحیه کلمبیا گماشته شده بودند، تعیین شد. وی شش ماه پس از اشغال این پُست به اساس ملاحظات شخصی استعفا داد.

## مرگ و میراث
هنری تیلور بلو در سال ۱۸۷۵ به عمر ۵۸ سالگی در اسرتووگا ایالت نیویورک فوت نمود. مرگ بلو فقط پس از سه ماه از مرگ مینروا به‌وقوع پیوست. این دو به مدت ۳۵ سال با هم زندگی مشترک داشتند. مراسم جنازه بلو به مدت دو ساعت را دربرگرفت و قطار خاصی برای انتقال عزاداران از سنت لوئیس به خانه او در کاروندلت گماشته شد. وی در گورستان بلفونتاین در سنت لوئیس ایالت می‌سوزی دفن شد و از وی شش فرزند باقی‌ماند.
بلو در تأسیس و ایجاد تعداد زیادی سازمان‌ها از جمله کلیسای پروتستان، مجمع فیلسوفان، انجمن فیل‌هارمونیک یا ترویج موسیقی سنت لوئیس، باشگاه قرن بیستم، آکادمی هنر غربی و مدرسهٔ دولتی کاروندلت، کمک نمود.
جادهٔ بلو که از چندین شهرستان در همسایگی شهر سنت لوئیس جنوبی می‌گذرد، به‌نام بلو نام‌گذاری شده‌است.
مدرسه اچ. تی بلو در واشینگتن دی‌سی نیز به‌نام وی نام‌گذاری شده بود. این مدرسه بعداً به‌منظور ایجاد مدرسه بلو-پیرس، با مدرسه ابتدائی فرانکلین پیرس ادغام شد. اخیراً این مدرسه به مدرسه ویژه‌ای به‌نام مدرسه ابتدائی دوستی بلو پیرس تغییر نام داده شد.